# Josep Maria Carandell i Robusté
Josep Maria Carandell i Robusté (Barcelona, 13 de febrer de 1934 - Barcelona, 13 d'agost de 2003) va ser escriptor. Va estudiar a Barcelona, Hamburg i Múnic, va residir a Alemanya i també al Japó. La seva obra, majoritàriament escrita en castellà, ha estat centrada en l'assaig de divulgació, en especial de temes culturals i sociològics alemanys. Va escriure poesia, així com diversos llibres sobre la ciutat de Barcelona. El 1985 inicià la seva novel·lística en català amb Prínceps.

## Obres
Poesia
- Vísperas de San Juan. Sant Martí de Centelles: Víctor Pozanco Editor, 1978.

Novel·la
- Prínceps. Barcelona: Laia, 1985.

Teatre
- La cançó de les balances. Barcelona: Edebé, 1977.
- Violeta. A les 20 hores, futbol. Barcelona: Edicions 62, 1980.

Guions
- El mestre. Televisió: TVE Catalunya, 1981.
- La vela i el vent. Televisió: TVE Catalunya, 1982.

Altres
- Las comunas, alternativa a la familia, Barcelona, 1972.[2]
- Guía secreta de Barcelona, 1974.
- Nueva guía secreta de Barcelona, 1982.
- L'Eixample. Barcelona: HMB, 1982.
- Mirades a la Plaça Reial. Barcelona: Cinc-Cents Cinc, 1983.
- Guia. Portaferrissa. Cucurulla. Boters. Barcelona: 1985.
- Salons de Barcelona. Barcelona: Lumen, 1986.
- Diàlegs a Barcelona. Barcelona: Ajuntament, 1986.
- La Rambla i els seus misteris. Barcelona: Nou Art Thor, 1986.
- Josep Guinovart. Barcelona: Àmbit, 1988.
- Tarragona. Barcelona: Lunwerg, 1989.
- Sitges o la Celebració. Barcelona: Lunwerg, 1991.
- El temple de la Sagrada Família. Sant Lluís: Triangle Postals, 1997.
- Sitges, joia de la Mediterrània. Barcelona: Lundwerg Editors, 1998.
- Park Güell: una utopia de Gaudí. Sant Lluís: Triangle Postals, 1999.
- La pedrera. Una obra d'art total. Sant Lluís: Triangle Postals, 2002.
- Palau de música catalana. Sant Lluís: Triangle Postals, 2003.

## Estudis sobre l'autor/autora
- Josep Maria Carandell. L'escriptor brut i impur. Arcadi Espada entrevista en el Diari de Barcelona. "Llibres" (Barcelona), 3 de maig de 1988
- Un passeig pels 80, Joan Josep Isern a Avui "Cultura" (Barcelona), 27 de juny de 2002
- Fallece Josep Maria Carandell, escritor y cronista de Barcelona. Jordi Joan Baños La Vanguardia, 14 d'agost de 2003
- Josep Maria Carandell. Entrevista de Miquel López Crespí a El Mirall (Palma), núm. 45, maig de 1991
- M'obsessiona la recerca de la realitat Blanca Lucas entrevista l'autor a El Temps (València), núm. 281, 30 d'octubre de 1989
- J. M. Carandell, Oriol Pi de Cabanyes a La Vanguardia, 18 d'agost de 2003
- Carandell i les seves guies Vicenç Riera Llorca a Serra d'Or (Barcelona), núm. 211, abril 1977